# 2015년 1월 죽음
다음은 2015년 1월에 사망한 저명한 인물 목록이다.
- 1월 1일
  - 독일의 전 사회학자 울리히 베크
  - 미국의 정치인 마리오 쿠오모
- 1월 4일 - 대한민국의 전 공모참모총장 장성환
- 1월 15일 - 대한민국의 성우 김관진
- 1월 16일 - 중국의 가수 야오베이나
- 1월 19일 - 대한민국의 외교관 정일영
- 1월 23일 - 사우디아라비아의 국왕 압둘라 빈 압둘아지즈 알사우드
- 1월 24일 - 독일의 군인 오토 카리우스
- 1월 25일 - 그리스의 가수 데미스 루소스
- 1월 31일 - 독일의 6대 대통령 리하르트 폰 바이츠제커